# Aeroportul Captain Nicolas Rojas
Aeroportul Captain Nicolas Rojas (IATA: POI, ICAO: SLPO) este un aeroport din Bolivia ce deservește zona Potosí.
Situat la o altitudine de 3.935 m, aeroportul dispune de o singură pistă.